# La Nausée
Pour les articles homonymes, voir Nausée (homonymie).
La Nausée est un roman philosophique et partiellement autofictionnel de Jean-Paul Sartre, publié en 1938. 
C'est avec ce premier roman que Sartre obtient une renommée qui s'avère ensuite grandissante. En 1950, ce roman est inclus dans la liste du Grand prix des Meilleurs romans du demi-siècle.

## Résumé
Antoine Roquentin, célibataire d'environ 35 ans, vit seul à Bouville, cité imaginaire qui rappelle Le Havre. Il travaille à un ouvrage sur la vie du marquis de Rollebon, aristocrate de la fin du XVIIIe siècle, et vit de ses rentes après avoir abandonné un emploi en Indochine, par lassitude des voyages et de ce qu'il avait cru être de l'aventure. Cette prise de conscience marque l'une des premières réflexions importantes du narrateur dans le livre.
Roquentin tient son journal et c'est le texte de celui-ci qui constitue le roman, écrit à la première personne. Petit à petit, il constate que son rapport aux objets ordinaires a changé et se demande en quoi. Tout lui semble désagréable et une nausée le prend à plusieurs reprises, durant laquelle il ne peut plus se voir ni se sentir sans éprouver un profond dégoût. Il n'a plus d'affection pour personne, malgré la « rencontre » de l'Autodidacte à la bibliothèque, ce « type sans importance sociale », avec qui il entamera un dialogue opposant l’humanisme à son individualisme désengagé. Roquentin sent un profond éloignement avec tout ce qui l'entoure.
Roquentin ne supporte plus la bourgeoisie de Bouville, ni M. de Rollebon qui lui semble vite bien terne et sans intérêt, « car l’histoire parle de ce qui a existé [et] jamais un existant ne peut justifier l’existence d’un autre existant. » Aussi arrête-t-il son livre. C’est alors que, dans l’un des passages les plus philosophiques du livre, il raconte vertigineusement comment il se rend compte de l’existence, qu’il existe, comme tout ce qui l’entoure. Ses nouvelles visions changent tout son être.
Après avoir revu son ex-compagne, Anny, et partagé avec elle ses impressions, il apprend qu’elle part pour Londres : il se retrouve alors véritablement seul et n’existe plus aux yeux de qui que ce soit. Seul l'imaginaire parviendra peut-être à l'arracher à la nausée et l'écriture d'un roman, à accepter l'existence.

## Genèse de l'œuvre

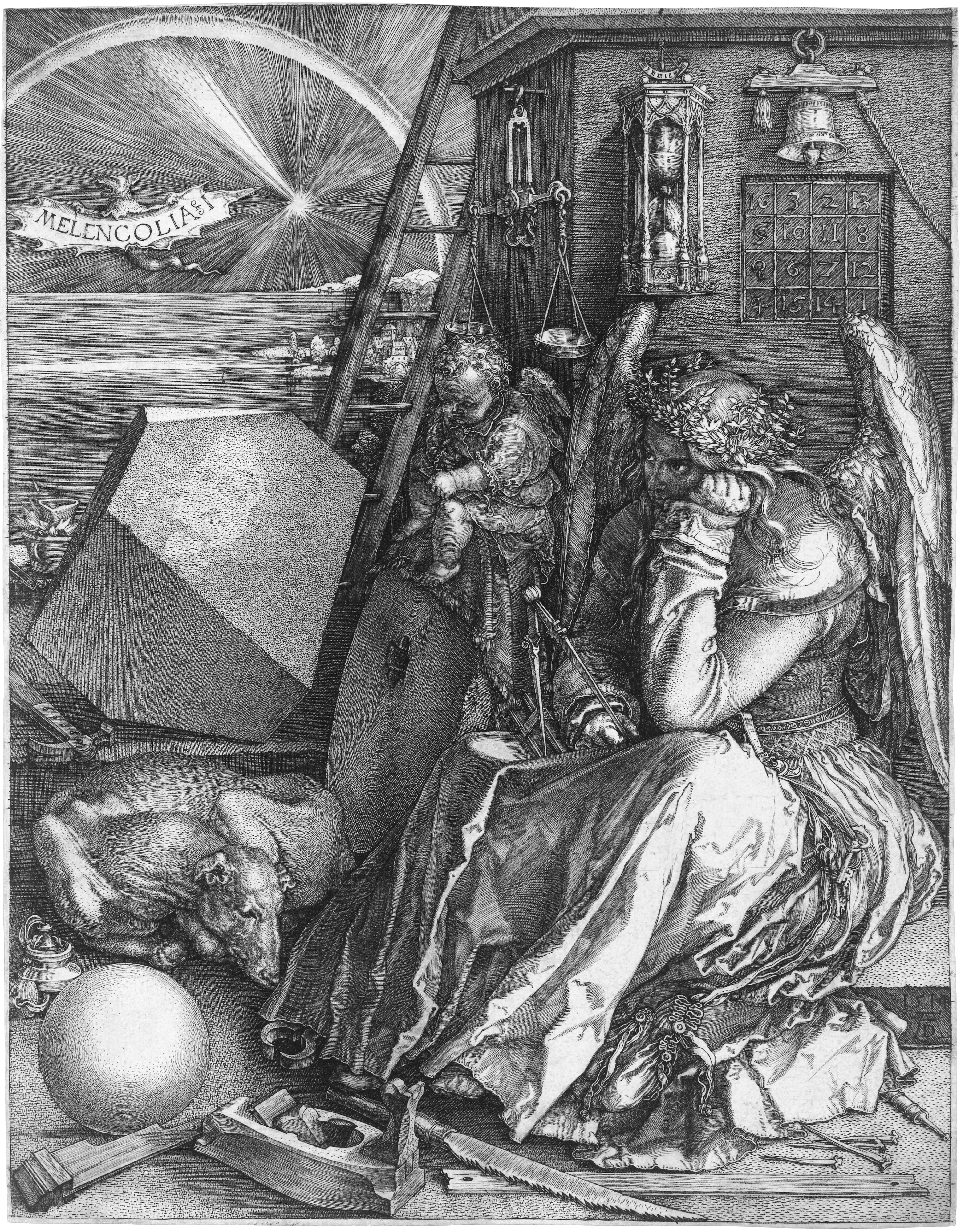
Melancholia de Dürer.

La rédaction du roman se fait de 1932 à 1936. Le livre est soumis à La Nouvelle Revue française, qui le refuse dans un premier temps. Né d'abord du désir de produire une méditation philosophique sur la conscience et la contingence, le jeune professeur alors en poste au Havre élabore le projet d'une analyse agressive d'une approche philosophique, qui se transforme en œuvre romanesque sous l'influence des lectures de Georges Duhamel (en particulier le cycle Vie et aventures de Salavin), de Céline, de Kafka et de Queneau. Plus précisément, le livre prend graduellement, au cours de sa rédaction, l'aspect d'une enquête policière, Sartre suivant les conseils de Simone de Beauvoir. Sartre approfondit également l'aspect philosophique de l'œuvre en étudiant de près Husserl et la phénoménologie allemande, en particulier durant son séjour d'une année à la Maison académique française de Berlin en 1933-1934. Il rédige plusieurs versions successives, annotées par Simone de Beauvoir, mais le livre est refusé par les éditions Gallimard en 1936 malgré l'aide de Paul Nizan et l'appréciation de Jean Paulhan. Il reprend et retravaille son texte qui est finalement accepté au printemps 1937 ; il devra cependant encore le modifier pour supprimer une cinquantaine de pages, trop provocantes (jugées populistes et touchant souvent à la sexualité), afin d'éviter un procès. Le titre initial choisi par Jean-Paul Sartre était Melancholia, par référence à la gravure du même nom de Dürer, mais Gaston Gallimard impose finalement, avec son accord, le titre définitif La Nausée.

## Thèmes abordés

### Histoire
Outre la dimension philosophique du roman (autour de l'existentialisme), Sartre fait de nombreuses allusions à l'histoire. Le personnage d'Antoine Roquentin est un historien de métier, écrivant un livre sur M. de Rollebon (personnage fictif) ; il exploite ses sources en appliquant la méthode historique. Aussi, le journal qu'il constitue sert lui-même de source à l'historien. Un autre aspect de l'histoire apparaît : celui du contexte socio-historique dans lequel Sartre évoluait à l'époque. En effet, Roquentin écrit entre janvier et février 1932, période de la montée des régimes autoritaires en Europe. Les conséquences économiques et sociales de la crise de 1929 sont implicitement abordées, en plus de la Première Guerre mondiale racontée par le personnage de l'Autodidacte (adhérent de la SFIO, celui-ci a été interné dans un camp de prisonniers en 1917). 
Toutefois, la position de Roquentin dans La Nausée exprime explicitement un rejet de l'histoire. Plus précisément, ce sont les prétentions à la vérité de l'historiographie qui sont mises en cause par Roquentin, notamment lorsqu'il constate le flou factuel qui entoure la vie de M. de Rollebon : « Je me sens plein d'humeur contre ce petit fat [M. de Rollebon] si menteur ; [...] J'étais ravi qu'il mentît aux autres, mais j'aurais voulu qu'il fît une exception pour moi [...] et qu'il finirait bien par me dire, à moi, la vérité ! » Ce rejet de l'histoire considérée comme enchaînements de faits déterminés, n'est pas étranger à la réflexion sur la contingence omniprésente dans le roman. C'est en effet la contingence de l'existence, considérée comme l'absence de toutes raisons rationnelles dans la détermination de ce qui existe ou non, qui mène Roquentin à finalement rejeter la notion même de passé.  

« Maintenant, je savais : les choses sont toutes entières ce qu'elles paraissent — et derrière elles... Il n'y a rien. [...] M. de Rollebon venait de mourir pour la dernière fois. [...] À présent, il n'en restait plus rien. Pas plus que ne restait, sur ces traces d'encre sèche, le souvenir de leur frais éclat. C'était ma faute : les seules paroles qu'il ne fallait pas dire je les avais prononcées : j'avais dis que le passé n'existait pas. Et d'un seul coup, sans bruit, M. de Rollebon était retourné à son néant. »

— Jean-Paul Sartre, La Nausée

### Philosophie
Le titre La Nausée est un terme médical qui renvoie, dans le cadre du roman, à l'étude des symptômes qui accompagnent un certain mal-être existentiel. Si la structure du roman n'adopte pas, à proprement parler, la forme du genre policier, il s'agit tout de même d'une investigation à laquelle s’adonne Roquentin, des origines et causes de ce mal-être que traduit la nausée.  Cette « maladie » existentielle n'est autre chose que la prise de conscience de la contingence qui prend les allures d'une névrose dans La Nausée. De fait, le déroulement du récit est un processus philosophique qui n'est pas étranger à l'approche phénoménologique, comprenant notamment l'épochè ou la réduction, de Husserl. Ce processus aborde successivement les notions d'existence, de contingence, de cogito et d'ego.

#### Contingence
Initialement, La Nausée devait être un traité philosophique sous le nom de « Factum de la contingence ». Le philosophe allemand Leibniz, dans sa Conversation sur la liberté et le destin, définissait ce qui est nécessaire comme étant « ce qui ne saurait ne pas être » et le contingent comme « ce qui peut ne pas être » et il avance que « tout l'univers et tout ce qui s'y trouve est contingent et pourrait être autrement. » C'est cet état de fait, que n'importe quoi puisse être n'importe quoi d'autre, qui induit l'état maladif chez Roquentin lorsqu'il réalise que rien ne justifie ni n'explique son existence, qu'il est non-nécessaire au même titre que les objets qui l'entourent.
C'est la séquence du jardin public, vers la fin du roman, qui constitue l'ultime prise de conscience par Roquentin de la contingence des choses existantes. Cette réalisation, qui va de pair avec celle de la nature de l'existence, correspond à la compréhension et l'ultime détermination de ce qu'est la nausée pour le narrateur  : 

« Je comprenais la Nausée, je la possédais. [...] L'essentiel c'est la contingence. Je veux dire que, par définition, l'existence n'est pas la nécessité. Exister c'est être là, simplement ; les existants apparaissent, se laissent rencontrer, mais on ne peut jamais les déduire. [...] La contingence n'est pas un faux-semblant, une apparence qu'on peut dissiper ; c'est l'absolu, par conséquent la gratuité parfaite. [...] Quand il arrive qu 'on s'en rende compte, ça vous tourne le cœur et tout se met à flotter  [...] : voilà, la Nausée »

#### Phénoménologie
La posture du personnage principal de La Nausée s’inscrit dans celle proposée par l'école philosophique qu'est la phénoménologie. C'est en effet en faisant abstraction de tout présupposé sur les objets qui l'entoure, en appliquant l'un des leitmotiv de la phénoménologie de Husserl qui consiste à affirmer l'importance de « retourner aux choses elles-mêmes», que le roman octroie une importance centrale à l’expérience vécue par un ego. En effet, dans sa tentative de définir précisément ce qu'est le sentiment de la « Nausée », Roquentin prend graduellement conscience du fait que les choses n’ont de sens que si elles sont perçues par une subjectivité. Les phénomènes sont donc uniquement considérés à partir de la manière avec laquelle ils s'offrent à un regard. De fait, toute considération transcendante, toute recherche d'une nécessité métaphysique se révèlent vaines pour Roquentin, qui, étant pris dans la présence pure de l'existence, va jusqu'à perdre le sens des mots via l'effacement de leur signifiant. C'est à cet effet qu'il dit : « la diversité des choses, leur individualité n'était qu'une apparence, un vernis. Ce vernis avait fondu, il restait des masses monstrueuses et molles, en désordre ». Une telle approche des choses s'apparente, à plusieurs égards, à l'épochè husserlienne, en ce que celle-ci est une méthode qui consiste à « mettre entre parenthèses » l'existence du monde, et tous les présupposés qui l'entourent, afin de pouvoir dégager le sens véritable du phénomène observé à travers, notamment, ses différents modes de donations. 
C'est en ce sens que, dans La Nausée, le dégoût de Roquentin pour l’existant vient de l’angoisse que provoque cette réalisation qu’il n’y a rien au-delà des phénomènes, qu’il n’y a rien de plus élevé que l’être humain qui puisse justifier l’existence des choses. Via l'écriture de La Nausée, la philosophie défendue par Sartre est donc une philosophie de l’action : puisque rien n’est là par nécessité et qu'il n'y a pas d'essence qui précède l'existence, c’est nous qui avons la responsabilité de donner un sens aux choses. Ce n’est donc pas ce que nous sommes qui est important, mais ce que nous faisons, les actions que nous posons.

#### Cogito cartésien
Le cogito ergo sum (« Je pense, donc je suis ») de René Descartes est directement exploité dans le roman de Sartre afin d'exprimer l'angoisse existentielle du personnage de Roquentin : 

« Ma pensée, c'est moi : voilà pourquoi je ne peux pas m'arrêter. J'existe parce que je pense... et je ne peux pas m'empêcher de penser. En ce moment même – c'est affreux – si j'existe, c'est parce que j'ai horreur d'exister. »

Toutefois, il y a certaines différences entre la pensée de Descartes et celle de Sartre exprimée dans La Nausée. C'est que, si Les Méditations métaphysiques et La Nausée abordent toutes deux le cogito d'une manière immanente, c'est-à-dire hors de toutes considérations qui lui seraient étrangères ou, du moins, qui ne peuvent lui être liées d'une façon essentielle, Sartre, a contrario de Descartes, vide celui-ci de toute substance et le confond avec l'existence de ce qui est perçu. Cette façon d'aborder le cogito est la conséquence directe de la contingence de l'existence en ce qu'elle ne peut être déduite à l'aide de raisonnements logiques (comme le fait Descartes dans ses Méditations). C'est sans doute pour cette raison qu'à quelques reprises le personnage de Roquentin parodie la pensée cartésienne, notamment lorsqu'il dit : « l'existence est molle et roule et ballotte, je ballotte entre les maisons, je suis, j'existe, je pense donc je ballotte, je suis, l'existence est une chute tombée, tombera pas, tombera, le doigt gratte à la lucarne, l'existence est une imperfection. »

## Réception de l'œuvre
L'ouvrage parait en avril 1938 et est immédiatement considéré comme un événement important. Les critiques défavorables sont minoritaires et émanent entre autres du Figaro, dans lequel est reproché à Sartre son style professoral, qui fait de son roman une « dissertation sur la personnalité », et des journaux chrétiens, qui s'attaquent surtout au caractère « nauséabond » et désespéré du livre ainsi qu'à l'image qu'il présente du corps, sans toutefois nier de façon systématique le talent du jeune écrivain.[réf. nécessaire] Certains[Qui ?] vont même jusqu'à se plaindre qu'un écrivain si morbide ait un talent si heureux ; on lui prédit généralement un avenir brillant, que ce soit pour s'en réjouir ou s'en désoler.
Dans une critique du livre Albert Camus écrivit : « Un roman n'est jamais qu'une philosophie mise en images. Et dans un bon roman, toute la philosophie est passée dans les images ». « En premier lieu, il [Camus] reconnaissait donc en Sartre un écrivain qui avait la même idée que lui sur le roman : le véritable roman est philosophique. Mais il introduisait aussitôt une réserve, avant d’expliciter son appréciation : à ses yeux, le roman sartrien était déséquilibré sur le versant philosophique. »